# فهرست بین‌المللی خوش‌لباس‌ترین‌ها
فهرست بین‌المللی خوش‌لباس‌ترین‌ها یا فهرست بین‌المللی خوش‌پوش‌ترین‌ها (انگلیسی: International Best Dressed List) فهرستی است که نخستین بار توسط مُدپرداز مشهور اهل ایالات متحده آمریکا «النور لمبرت» در ۱۹۴۰ پایه‌گذاری شد تا نام و شهرتِ مُد آمریکایی را در آن دوران تقویت کرده و اعتلا بخشد.
در حال حاضر مجلهٔ «ونتی فر» متولی انتخاب اشخاص برای این فهرست است و النور لمبرت یکسال پیش از مرگش این مسئولیت را به چهار نفر از دوستانش در این مجله واگذار کرده بود.

## برخی از افرادِ این فهرست

### بانوان
- لورن باکال هنرپیشه آمریکایی
- آدری هپبورن هنرپیشه بریتانیایی
- ماریسا برنسون هنرپیشه و مانکن آمریکایی
- کندیس برگن هنرپیشه و مانکن آمریکایی
- لیلیان بتانکور بازرگان، کارآفرین نیکوکار فرانسوی
- کاترین، دوشس کمبریج همسر شاهزاده ویلیام، دوک کمبریج
- الیزابت دوم ملکه سلطنتی بریتانیا، کانادا، استرالیا و نیوزیلند
- کوکو شانل طراح مد فرانسوی
- کلودت کولبرت هنرپیشه فرانسوی
- میستی کوپلند بالرین آمریکایی
- سوفیا کوپولا فیلم‌نامه‌نویس، کارگردان و تهیه‌کننده آمریکایی
- کاترین دنو هنرپیشهٔ فرانسوی
- آیرین دان هنرپیشه آمریکایی
- مارگوت فونتین بالرین بریتانیایی
- ماری-شنتل همسر ولیعهد یونان
- دافنه گینس طراح مُد و هنرمند ایرلندی
- کارولین، شاهدخت هانوفر یکی از اعضا خانواده سلطنتی موناکو
- پاملا هریمن اشراف‌زاده و دیپلمات بریتانیایی-آمریکایی
- کیتی کارلایل هنرپیشه و خواننده آمریکایی
- دینا مریل هنرپیشه و تهیه‌کننده آمریکایی
- آدری هپبرن هنرپیشه آمریکایی
- لنا هورن خوانندهٔ جاز آمریکایی
- آنجلیکا هیوستون هنرپیشه آمریکایی
- ایمان عبدالمجید هنرپیشه و مانکن سومالیایی‌تبار آمریکایی
- امپراتریس می‌چیکو امپراتریس کنونی ژاپن
- ملکه نور همسر ملک حسین پادشاه اردن
- رانیا عبدالله همسر ملک عبدالله دوم، و ملکه اردن
- رز کندی مادر جان اف کندی
- نیکول کیدمن هنرپیشه آمریکایی-استرالیایی
- جوزفین استه لودر کارآفرین، آرایشگر و طراح مد آمریکایی
- سوفیا لورن هنرپیشه آمریکایی
- کلر لوس یک سیاست‌مدار و دیپلمات آمریکایی
- مری مارتین هنرپیشه آمریکایی
- گریس کلی هنرپیشه آمریکایی
- کیت ماس مانکن بریتانیایی
- مرل اوبرون هنرپیشه بریتانیایی
- ژاکلین کندی اوناسیس همسر رئیس‌جمهور جان اف. کندی
- فرح پهلوی همسر محمدرضا شاه پهلوی و شهبانوی سابق ایران
- پالوما پیکاسو کارآفرین، طراح رقص و مُد، نقاش و طراح جواهر فرانسوی
- لی ریدزی‌ویل هنرپیشه، متخصص روابط عمومی، طراح داخلی و مُد آمریکایی
- نانسی ریگان همسر رونالد ریگان
- روسالیند راسل هنرپیشه آمریکایی
- آلکسیس اسمیت هنرپیشه و خواننده کانادایی
- مارگارت تاچر، نخستین نخست وزیر زن تاریخ بریتانیا
- تینا ترنر خواننده آمریکایی
- گلوریا وندربیلت هنرپیشه، مانکن و طراح مد آمریکایی
- دایانا، شاهدخت ولز همسر اول چارلز، شاهزاده ولز
- والیس سیمپسون اشراف‌زاده و نیکوکار آمریکایی
- لرتا یانگ هنرپیشه آمریکایی
- رنی زلوگر هنرپیشه آمریکایی
- ناتی آباسکال اشراف‌زاده و هنرپیشه اسپانیایی

### آقایان
- فرناندو بوترو نقاش فیگوراتیو و مجسمه‌ساز کلمبیایی
- اسکار همرستاین دوم ترانه سرا، و کارگردان تئاتر موزیکال
- سید باس سرمایه‌گذار و نیکوکار آمریکایی
- هنری کراویس کارآفرین، بازرگان و مدیر ارشد اجرایی آمریکایی
- ری استارک تهیه‌کننده آمریکایی
- جری والد تهیه‌کننده آمریکایی
- دین اچسون سیاست‌مدار آمریکایی
- جیانی آنیلی مدیر و سرمایه‌دار اصلی شرکت فیات، لامبورگینی و فراری
- جورجو آرمانی طراح لباس و مد ایتالیایی
- آرتور اش تنیس‌باز سیاه‌پوست آمریکایی
- فرد آستر هنرپیشه آمریکایی
- سیسیل بیتون عکاس مد و پرتره و طراح لباس و صحنه بریتانیایی
- دیوید بکام فوتبالیست بریتانیایی
- هری بلافونته هنرپیشه، خواننده و فعال اجتماعی آمریکایی
- بیژن پاکزاد طراح مد و لباس ایرانی-آمریکایی
- دیوید بویی خواننده و هنرمند بریتانیایی
- دیوید براون تهیه‌کننده آمریکایی
- پیر کاردن طراح مد و لباس فرانسوی
- گریدون کارتر ویراستار و روزنامه‌نگار کانادایی-آمریکایی
- کنت چناو کارآفرین، بانکدار و مدیر ارشد اجرایی آمریکایی
- فرانچسکو کلمنته نقاش ایتالیایی
- جرج کلونی هنرپیشه آمریکایی
- اندرسون کوپر روزنامه‌نگار، مجری و شخصیت تلویزیونی آمریکایی
- شاهزاده فیلیپ، دوک ادینبرو همسر ملکهٔ بریتانیا
- احمد ارتگان تاجر، ترانه‌سرا و نیکوکار آمریکایی-ترکیه‌ای
- رابرت اوانز تهیه‌کننده آمریکایی
- برایان فری ترانه‌سرا و خوانندهٔ بریتانیایی
- تام فورد طراح مد، فیلم‌نامه‌نویس، تهیه‌کننده و کارگردان آمریکایی
- جان گیلگد هنرپیشه و خوانندهٔ آمریکایی
- اوبر دو ژیوانشی کارآفرین، طراح مد و کلکسیونر فرانسوی
- بری گلدواتر سناتور سابق عضو حزب دموکرات آمریکا
- هنری کابوت لاج، جونیور سناتور سابق عضو حزب جمهوریخواه آمریکا
- آبراهام ای. ریبیکوف سناتور سابق عضو حزب جمهوریخواه آمریکا
- چارلز اچ. پرسی سناتور سابق عضو حزب جمهوری‌خواه آمریکا
- کری گرانت هنرپیشه آمریکایی
- چارلز گواثمی معمار آمریکایی
- جرج همیلتون هنرپیشه آمریکایی
- گرگوری هاینز هنرپیشه آمریکایی
- دیوید هاکنی هنرمند بریتانیایی و یکی از مهم‌ترین پیشگامان جنبش پاپ آرت
- پیتر جنینگز خبرنگار و مجری آمریکایی
- کلوین کلاین طراح مد و پوشاک آمریکایی
- کارل لاگرفلد طراح مد و پوشاک آلمانی
- رالف لورن طراح مد و پوشاک آمریکایی
- وینتون مارسالیس نوازندهٔ ترومپت جاز آمریکایی
- فیلیپ میلر گیاه‌شناس بریتانیایی
- پل نیومن هنرپیشه آمریکایی
- دیوید نیون هنرپیشه بریتانیایی
- نورمن پارکینسون عکاس بریتانیایی
- گریگوری پک هنرپیشه آمریکایی
- سیدنی پوآتیه هنرپیشه آمریکایی
- رونالد ریگان چهلمین رئیس جمهور آمریکا
- اسکار دلا رنتا طراح مد و پوشاک اهل جمهوری دومینیکن
- پت رایلی بازیکن پیشین بسکتبال و رئیس باشگاه میامی هیت
- دیوید رنه د روتشیلد کارآفرین، بانکدار و مدیر ارشد اجرایی فرانسوی-بریتانیایی
- ایو سن لوران طراح مد و لباس فرانسوی
- جوئل شوماخر کارگردان و تهیه‌کننده آمریکایی
- بابی شورت خواننده و نوازنده پیانو
- خوآن کارلوس اول اسپانیا پادشاه سابق اسپانیا
- استینگ خواننده راک و بلوز و جاز بریتانیایی
- چارلز، شاهزاده ولز وارث و پسر ارشد الیزابت دوم، ملکهٔ بریتانیا
- دنزل واشینگتن هنرپیشه آمریکایی
- گلن وستون کارآفرین، سرمایه‌دار و مدیر ارشد اجرایی کانادایی
- برایان ویلیامز مجری اخبار شبانه شبکه ان‌بی‌سی آمریکا
- مایکل یورک هنرپیشه بریتانیایی